# Lotononis biflora
Lotononis biflora är en ärtväxtart som först beskrevs av Harry Bolus, och fick sitt nu gällande namn av Dummer. Lotononis biflora ingår i släktet Lotononis och familjen ärtväxter. Inga underarter finns listade i Catalogue of Life.